# Нуриел Рубини
Нуриел Рубини (на английски: Nouriel Roubini) е професор по икономика в Нюйоркския университет и консултант към конгреса на САЩ.

## Биография
Нуриел Рубини произхожда от семейството на ирански евреи-търговци. Израсъл е в Турция, Иран, Израел, Италия, а в САЩ се установява, за да получи докторска степен по икономика в Харвардския университет. През 90-те години на XX век е преподавател в Йейлския университет, откъдето започва да изследва кризите на развиващите се пазари - Мексико, азиатските държави през 1997-98 г., Бразилия, Русия и Аржентина през 2000 г. Това, което обединява тези сринали се финансови пазари, според изводите на Рубини е, че малко преди да настъпи кризата всичките държави са имали голям търговски дефицит. Прогнозира и финансовата криза в САЩ. Като причина за американската криза Рубини изтъква тогавашния рекорден държавен дефицит на САЩ от $ 600 млрд. и кредитния бум, породен от намаляването на лихвения процент до минимален от Федералния резерв през 2003 г.

## Критики
Много известни икономисти обвиняват Рубини в несериозност и спекулативност, а голямата му популярност - като плод на апокалиптичното психо-емоционално влияние на масмедиите върху Уолстрийт и европейските финансови центрове. Междувременно се установява, че Нуриел Рубини се е „институционализирал“ и превърнал в „международна търговска марка“. Последната му „апокалиптична прогноза“ от 2010 г. е, че еврото ще се срине и изчезне като „резервна валута“ на долара. Към пролетта на 2011 г. прогнозите са, че доларът ще възстанови позициите си, „но догодина“.